# Begonia dinosauria
Pour les articles homonymes, voir Bégonia et Dinosauria.
Espèce
Begonia dinosauria est une espèce de plantes, de la famille des Bégoniacées. Ce bégonia rampant, originaire de Sarawak, sur l'île de Bornéo, en Asie tropicale, a été décrit en 2017.

## Description
Ce bégonia à port rampant porte des fleurs blanches et présente un feuillages vert vif fortement gaufré, veiné de rouge, porté par des tiges rouges à pilosité dense. Il est vivace et monoïque.  

## Répartition géographique
Cette espèce est originaire du pays suivant : Malaisie, état du Sarawak situé en Malaisie orientale. Il est endémique de Kuching.

## Classification
Begonia dinosauria fait partie de la section Petermannia du genre Begonia, famille des Begoniaceae.
L'espèce a été décrite en 2017 par les botanistes Che Wei Lin et Ching I Peng. L'épithète spécifique dinosauria est une référence au feuillage densément gaufré de la plante, qui évoque l'aspect grumeleux de la peau des dinosaures.
Publication originale : (en) Lin et al.: Eleven new species of Begonia from Sarawak, Taiwania Vol. 62, No. 3, September 2017. DOI: 10.6165/tai.2017.62.219.